# غبريال الأول (بابا الإسكندرية)
غبريال الأول، بابا الإسكندرية وبطريرك الكرازة المرقسية للأقباط الأرثوذكس رقم 57، أصله من قرية الماي التابعة لمركز شبين الكوم. وأقام بطريركاً 10 سنوات و9 أشهر، في الفترة من 16 مايو 909 حتى 15 فبراير 920 م، وتوفي. وخلا الكرسي بعده 14 يوماً فقط.